# Confidentul doamnelor
Confidentul doamnelor (titlul original: în franceză Le Confident de ces dames) este un film de comedie franco-italian, realizat în 1959 de regizorul Jean Boyer, protagoniști fiind actorii Fernandel, Ugo Tognazzi, Sylva Koscina și Denise Grey. 

## Distribuție
- Fernandel – Giuliano Goberti, veterinar la Figarolo
- Ugo Tognazzi – vicontele Cesare de Corte Bianca
- Sylva Koscina – Maria Bonifaci, doctorița
- Denise Grey – contesa de Corte Bianca
- Memmo Carotenuto – Antoine, hotelierul
- Brice Valori – Lucienne
- Carlo Campanini – profesorul
- Lauretta Masiero – Sonia, o clientă
- Aroldo Tieri – jurnalistul
- Caprice Chantal – Barbara Wilson
- Pina Gallini – Clémentine, menajera lui Giuliano
- Didi Sullivan – Carol Crayne, vedeta
- Lauro Gazzolo – președintele „ordinului”
- Isarco Ravaiolo
- Alfio Contini
- Fiorella Ferrero
- Marco Tulli – militarul
- Dolores Palumbo
- Guglielmo Inglese
- Silvio Noto